# Panta Rhei (fontein)

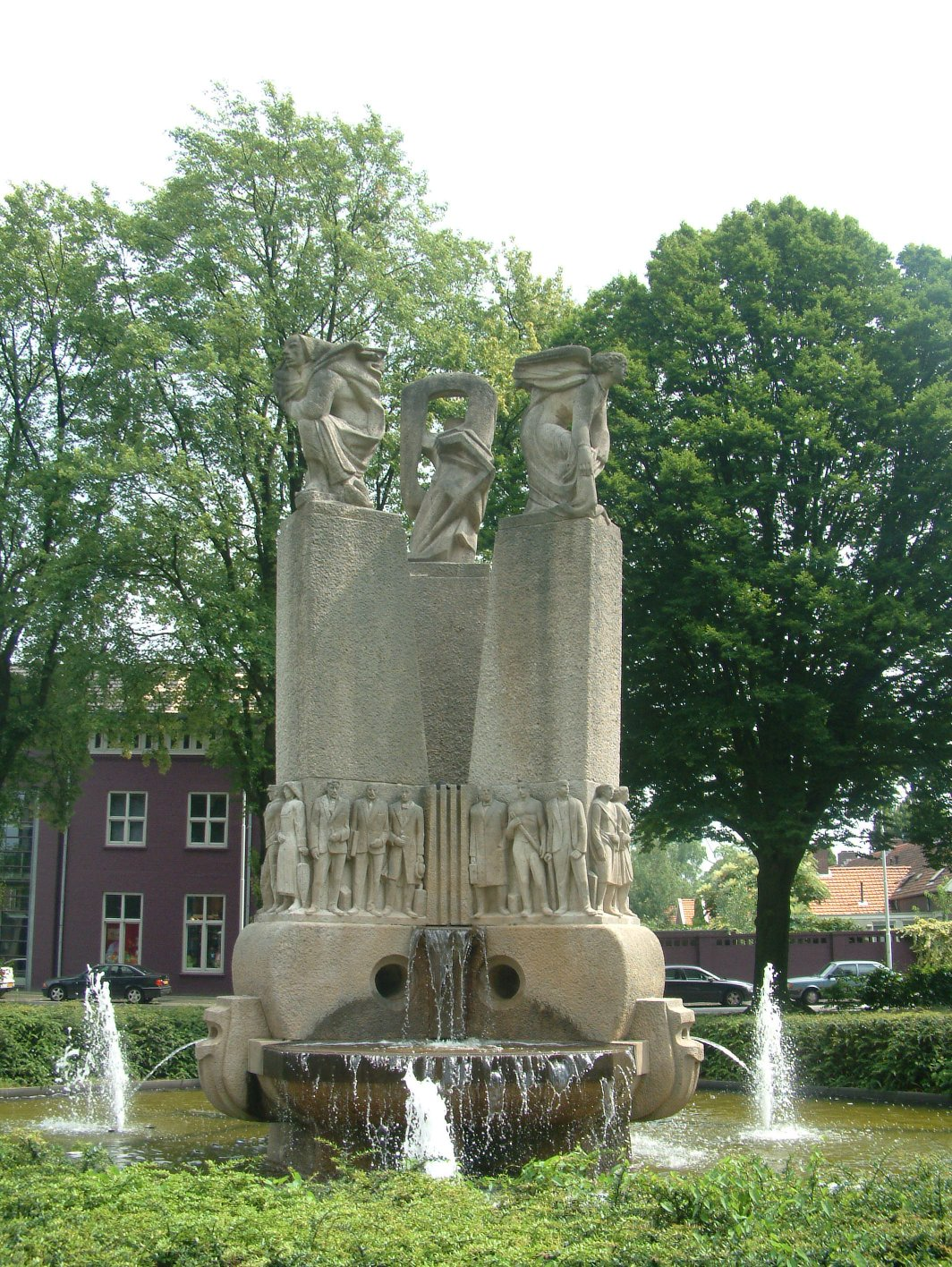
Panta Rhei fontein

Panta Rhei is de naam van een fontein te Eindhoven.

## Geschiedenis
Deze monumentale fontein werd in 1951 aangeboden door het personeel van Philips ter gelegenheid van het 60-jarig jubileum van het bedrijf. In 1953 werd hij geplaatst voor het gebouw van de toenmalige Philips Bedrijfsschool. Op 16 september 1957 werd het kunstwerk onthuld.

## Symboliek
Het thema van het bedrijf is de samenwerking van het personeel, uitgebeeld op de fontein door de beeldhouwer Hubert van Lith. Voor deze fontein maakte Victor E. van Vriesland drie korte gedichten: Het Licht, De Roep, en Het Schouwen. Deze werden gebeiteld in drie, rond de fontein opgestelde, stenen.